# Іта (Іспанія)
Іта (ісп. Hita) — муніципалітет в Іспанії, у складі автономної спільноти Кастилія-Ла-Манча, у провінції Гвадалахара. Населення — 420 осіб (2010).
Муніципалітет розташований на відстані близько 70 км на північний схід від Мадрида, 23 км на північний схід від Гвадалахари.
На території муніципалітету розташовані такі населені пункти: (дані про населення за 2010 рік)
- Іта: 306 осіб
- Паділья-де-Іта: 28 осіб
- Арсіпресте: 86 осіб

## Демографія
Динаміка населення (INE ):

## Галерея зображень

Розташування муніципалітету у провінції Гвадалахара